# Кливден
Кли́вден, иногда Клайвден (англ. Cliveden /ˈklɪvdən/) — неоренессансный загородный дворец на высоком холме над Темзой в Бакингемшире, построенный в 1850-х годах Чарльзом Барри (архитектор Вестминстерского дворца) для герцога Сазерленда. Дворец, воздвигнутый на месте барочной резиденции 2-го герцога Бакингема, служит одним из лучших образцов эклектического направления в викторианской архитектуре.
В 1893 году владелец Кливдена, герцог Вестминстер, продал его американскому нуворишу лорду Астору, который вложил немало средств в дальнейшее украшение усадьбы. Барочные скульптуры, расставленные в саду, были привезены им в Кливден из Италии. Леди Нэнси Астор (1879—1964) прославилась как первая женщина, избранная в Британский парламент; во дворце висит её знаменитый портрет кисти Сарджента. При ней Кливден стал излюбленным местом собраний лондонского светского общества.
В середине XX века «кливденская (клайвденская) клика» (англ.) воспринималась левыми кругами как воплощение «мировой закулисы», а в 1960-е годы Кливден с великосветскими оргиями фигурировал в политическом деле Джона Профьюмо, что ещё больше подпортило его репутацию. Асторы уступили Кливденскую усадьбу Национальному фонду, который в 1970-е годы сдавал её Стенфордскому университету для размещения британского филиала. В настоящее время в Кливдене оборудован пятизвёздочный отель.